# Opalia zelandica
Opalia zelandica is een slakkensoort uit de familie van de Epitoniidae. De wetenschappelijke naam van de soort is voor het eerst geldig gepubliceerd in 1930 door Finlay.